# Адывар, Аднан
Абдюлхак Аднан Адывар (1882, Гелиболу — 1 июля 1955, Стамбул) — турецкий политик, писатель

, переводчик и историк. Будучи медиком, провёл ряд исследований, а также написал ряд работ по истории науки. Поддерживал движение за расширение прав женщин.
Входил в ближний круг Мустафы Кемаля Ататюрка и вместе со своей женой писательницей Халиде Адывар поддерживал его во время войны за независимость.
Впоследствии Аднан Адывар разошёлся с Ататюрком во взглядах на будущее турецкой республики. Он был противником предоставления Ататюрку широких полномочий, данных ему Великим национальным собранием, опасаясь, что Ататюрк станет диктатором. Впоследствии Адывар вступил в прогрессивную республиканскую партию. Подозревался в покушении Ататюрка, хотя и находился во время его совершения за границей. Был оправдан, но до 1939 находился в эмиграции.

## Биография
В 1905 году окончил медицинский факультет Стамбульского университета. Затем учился в Берлине, где специализировался на Внутренних болезнях. После принятия в 1908 году конституции вернулся в Стамбул. Благодаря поддержке движения младотурков в возрасте 30 лет возглавил медицинский факультет. Во время итало-турецкой войны работал в службе Красного полумесяца, принимал участие в Балканских войнах и первой мировой войне. В 1917 году женился на писательнице Халиде Адывар. В 1918 году примкнул к Ататюрку. Позднее занимал посты министра здравоохранения, внутренних дел, а также вице-председателя Великого национального собрания.
После основания республики в 1924 году создал небольшую политическую партию. Занимал в ней должность генерального секретаря и нередко критиковал правительство. В 1925 году партия была обвинена в подготовке восстания и запрещена. После этого Адывар вместе со своей женой, которой было необходимо лечение за границей, переехал в Вену. Подозрения в причастности к покушению на Ататюрка вынудили Аднана Адывара повременить с возвращением.
Принимал участие в создании издания «Энциклопедия ислама», написал для неё часть введения и ряд статей. Ещё одной примечательной работой Адывара является труд «La Science Chez les Turks Ottomans», в которой рассматриваются достижения турецких учёных в XIV-XIX веках. Также перевёл на турецкий одну из работ Бертрана Рассела, написал работы по истории науки и религии, а также ряд статей по ряду тем в области науки и культуры.
Избирался членом первого, второго и восьмого составов Великого национального собрания.
Умер 1 июля 1955 года в Стамбуле. Похоронен на кладбище Меркезэфенди.